# Bjarni Guðjónsson
Bjarni Guðjónsson, né le 26 février 1979, est un joueur de football international islandais actif principalement durant les années 1990 et 2000. Il joue au poste de milieu de terrain. Il est le fils de l'ancien international Guðjón Þórðarson et le frère de Thordur Gudjonsson et Joey Guðjónsson, également internationaux.

## Carrière en club
Bjarni Guðjónsson découvre le football dans le club de sa ville natale, l'ÍA Akranes. Il effectue toute sa formation au club et intègre l'équipe première en 1995. Il devient un titulaire dans l'équipe dès la saison 1996, inscrivant notamment un but au premier tour préliminaire de la Coupe UEFA 1996-1997 et attire les recruteurs de clubs étrangers. Durant l'été 1997, il est transféré par Newcastle United, tout récent vice-champion d'Angleterre, pour un montant avoisinant les 500 000 £. Il ne parvient pas à s'imposer dans l'effectif des Magpies, avec lesquels il ne joue aucun match durant la saison. Après seulement un an en Angleterre, il est vendu en novembre 1998 pour 125 000 £ au KRC Genk, où il retrouve ses deux frères, Thordur, présent au club depuis un an et Joey, recruté à l'ÍA Akranes durant l'été.
Pour sa première saison à Genk, Bjarni Guðjónsson remporte le titre de champion de Belgique, le premier dans l'histoire du club, sans toutefois parvenir à devenir un titulaire régulier dans l'équipe. Plus souvent aligné la saison suivante, il joue un match du deuxième tour préliminaire de la Ligue des champions, perdu contre le Maribor Teatanic. Malgré un temps de jeu plus important que durant sa première saison, il est transféré au mois de mars 2000 par Stoke City, qui débourse environ 250 000 £ pour s'offrir ses services. Le club évolue alors en Second Division, le troisième niveau hiérarchique du football anglais et est entraîné par Guðjón Þórðarson, le père de Bjarni. Il y devient rapidement un titulaire indiscutable en milieu de terrain et prend une part active dans la promotion du club au niveau supérieur via le tour final en 2002. Malgré la montée, son père est démis de ses fonctions d'entraîneur. Bjarni Guðjónsson joue encore un an à Stoke, aidant le club à se maintenir au deuxième niveau national, puis il quitte le club gratuitement, son contrat étant arrivé à échéance.
Il part cette fois pour la Bundesliga, au VfL Bochum, où il retrouve son frère Thordur. Il n'a que peu de temps de jeu et durant le mercato hivernal, il retourne en deuxième division anglaise, à Coventry City où il est prêté jusqu'au terme de la saison. Là-bas, il retrouve une place de titulaire et convainc les dirigeants de l'engager définitivement. Malheureusement pour lui, le nouvel entraîneur ne le fait pas beaucoup jouer et il passe la majeure partie de la saison sur le banc ou en réserves. En janvier 2005, il est cédé gratuitement à Plymouth Argyle, un autre club de Championship. Un an plus tard, il décide de rentrer en Islande et retourne dans son premier club, l'ÍA Akranes.
Pour la troisième fois de leur carrière, Thordur et Bjarni Guðjónsson jouent dans la même équipe. Ce nouveau passage à Akranes dure deux ans et demi pour Bjarni, qui est transféré durant l'été 2008 par le KR Reykjavik. En fin de saison, il remporte la Coupe d'Islande, tandis que son ancien club est relégué. Titulaire indiscutable dans le milieu de terrain du KR, Guðjónsson ajoute deux titres de champion d'Islande et deux nouvelles coupes d'Islande à son palmarès entre 2011 et 2013. Âgé de 34 ans, il décide alors de mettre un terme à sa carrière de joueur.
Après avoir rangé ses crampons, Bjarni Guðjónsson se reconvertit comme entraîneur et est nommé à la tête du Fram Reykjavik en octobre 2013. Il dirige le club durant toute l'année 2014 et prend ensuite les rênes de l'équipe du KR Reykjavik en janvier 2015. Il quitte le club en juillet 2016.

### Statistiques
| Saison                | Club                  | Championnat           | Championnat | Championnat | Coupe nationale | Coupe nationale | Coupe de la Ligue | Coupe de la Ligue | Compétition(s) continentale(s) | Compétition(s) continentale(s) | Compétition(s) continentale(s) | Total | Total |
| Saison                | Club                  | Division              | M.          | B.          | M.              | B.              | M.                | B.                | Comp.                          | M.                             | B.                             | M.    | B.    |
| 1995                  | ÍA Akranes            | Úrvalsdeild           | 3           | 0           | 0               | 0               | 0                 | 0                 | -                              | 0                              | 0                              | 3     | 0     |
| 1996                  | ÍA Akranes            | Úrvalsdeild           | 17          | 3           | 5               | 4               | 0                 | 0                 | C3                             | 4                              | 1                              | 26    | 8     |
| 1997                  | ÍA Akranes            | Úrvalsdeild           | 6           | 2           | 0               | 0               | 0                 | 0                 | -                              | 0                              | 0                              | 6     | 2     |
| Sous-total            | Sous-total            | Sous-total            | 26          | 5           | 5               | 4               | 0                 | 0                 | -                              | 4                              | 1                              | 35    | 10    |
| 1997-1998             | Newcastle United      | Premier League        | 0           | 0           | 0               | 0               | 0                 | 0                 | C1                             | 0                              | 0                              | 0     | 0     |
| Sous-total            | Sous-total            | Sous-total            | 0           | 0           | 0               | 0               | 0                 | 0                 | -                              | 0                              | 0                              | 0     | 0     |
| 1998-1999             | KRC Genk              | Division 1            | 6           | 0           | 0               | 0               | 0                 | 0                 | C2                             | 0                              | 0                              | 6     | 0     |
| 1999-2000             | KRC Genk              | Division 1            | 20          | 0           | 2               | 0               | 0                 | 0                 | C1                             | 1                              | 0                              | 23    | 0     |
| Sous-total            | Sous-total            | Sous-total            | 26          | 0           | 2               | 0               | 0                 | 0                 | -                              | 1                              | 0                              | 29    | 0     |
| 1999-2000             | Stoke City            | Second Division       | 8           | 1           | 0               | 0               | 0                 | 0                 | -                              | 0                              | 0                              | 8     | 1     |
| 2000-2001             | Stoke City            | Second Division       | 42          | 6           | 2               | 0               | 5                 | 2                 | -                              | 0                              | 0                              | 49    | 8     |
| 2001-2002             | Stoke City            | Second Division       | 46          | 3           | 4               | 1               | 1                 | 0                 | -                              | 0                              | 0                              | 51    | 4     |
| 2002-2003             | Stoke City            | First Division        | 36          | 1           | 4               | 0               | 1                 | 0                 | -                              | 0                              | 0                              | 41    | 1     |
| Sous-total            | Sous-total            | Sous-total            | 132         | 11          | 10              | 1               | 7                 | 2                 | -                              | 0                              | 0                              | 149   | 14    |
| 2003-2004             | VfL Bochum            | Bundesliga            | 4           | 1           | 1               | 0               | 1                 | 0                 | -                              | 0                              | 0                              | 6     | 1     |
| Sous-total            | Sous-total            | Sous-total            | 4           | 1           | 1               | 0               | 1                 | 0                 | -                              | 0                              | 0                              | 6     | 1     |
| 2003-2004             | Coventry City         | First Division        | 18          | 3           | 2               | 0               | 0                 | 0                 | -                              | 0                              | 0                              | 20    | 3     |
| 2004-2005             | Coventry City         | First Division        | 10          | 0           | 0               | 0               | 3                 | 0                 | -                              | 0                              | 0                              | 13    | 0     |
| Sous-total            | Sous-total            | Sous-total            | 28          | 3           | 2               | 0               | 3                 | 0                 | -                              | 0                              | 0                              | 33    | 3     |
| 2004-2005             | Plymouth Argyle       | First Division        | 15          | 0           | 1               | 1               | 0                 | 0                 | -                              | 0                              | 0                              | 16    | 1     |
| 2005-2006             | Plymouth Argyle       | First Division        | 10          | 0           | 0               | 0               | 1                 | 0                 | -                              | 0                              | 0                              | 11    | 0     |
| Sous-total            | Sous-total            | Sous-total            | 25          | 0           | 1               | 1               | 1                 | 0                 | -                              | 0                              | 0                              | 27    | 1     |
| 2006                  | ÍA Akranes            | Úrvalsdeild           | 17          | 5           | 2               | 1               | 4                 | 0                 | C3                             | 2                              | 1                              | 25    | 7     |
| 2007                  | ÍA Akranes            | Úrvalsdeild           | 17          | 7           | 2               | 0               | 6                 | 1                 | -                              | 0                              | 0                              | 25    | 8     |
| 2008                  | ÍA Akranes            | Úrvalsdeild           | 11          | 0           | 1               | 0               | 7                 | 2                 | C3                             | 1                              | 0                              | 20    | 2     |
| Sous-total            | Sous-total            | Sous-total            | 45          | 12          | 5               | 1               | 17                | 3                 | -                              | 3                              | 1                              | 70    | 17    |
| 2008                  | KR Reykjavik          | Úrvalsdeild           | 7           | 1           | 2               | 0               | 0                 | 0                 | -                              | 0                              | 0                              | 9     | 1     |
| 2009                  | KR Reykjavik          | Úrvalsdeild           | 21          | 2           | 4               | 0               | 4                 | 1                 | C3                             | 4                              | 1                              | 33    | 4     |
| 2010                  | KR Reykjavik          | Úrvalsdeild           | 20          | 1           | 5               | 0               | 7                 | 1                 | C3                             | 4                              | 0                              | 36    | 2     |
| 2011                  | KR Reykjavik          | Úrvalsdeild           | 21          | 2           | 4               | 1               | 8                 | 0                 | C3                             | 4                              | 1                              | 37    | 4     |
| 2012                  | KR Reykjavik          | Úrvalsdeild           | 21          | 0           | 5               | 0               | 6                 | 0                 | C1                             | 2                              | 0                              | 34    | 0     |
| 2013                  | KR Reykjavik          | Úrvalsdeild           | 18          | 3           | 2               | 0               | 7                 | 3                 | C3                             | 4                              | 0                              | 31    | 6     |
| Sous-total            | Sous-total            | Sous-total            | 108         | 9           | 22              | 1               | 32                | 5                 | -                              | 18                             | 2                              | 180   | 17    |
| Total sur la carrière | Total sur la carrière | Total sur la carrière | 393         | 41          | 48              | 8               | 61                | 10                | -                              | 26                             | 4                              | 528   | 63    |

### Palmarès
- 4 fois champion d'Islande en 1995 et 1996 avec l'ÍA Akranes et en 2011 et 2013 avec le KR Reykjavik.
- 4 fois vainqueur de la Coupe d'Islande en 1996 avec l'ÍA Akranes et en 2008, 2011 et 2012 avec le KR Reykjavik.
- 2 fois vainqueur de la Coupe de la Ligue islandaise en 2010 et 2012 avec le KR Reykjavik.
- Champion de Belgique en 1999 avec le KRC Genk.

## Carrière en équipe nationale
Bjarni Guðjónsson est international chez les moins de 17 ans dès le 3 août 1994. Il joue ensuite pour les moins de 19 ans dès 1995 et avec les espoirs l'année suivante. Il honore sa première sélection avec l'équipe nationale A le 29 avril 1997 lors d'un match amical en Slovaquie. Il inscrit son seul but international le 11 octobre 1997 contre le Liechtenstein, lors d'un match comptant pour les qualifications de la Coupe du monde 1998. Il dispute au total 23 rencontres internationales, la dernière le 24 mars 2010 en amical contre le Mexique.
Le tableau ci-dessous reprend toutes les sélections de Bjarni Guðjónsson. Le score de l'Islande est toujours indiqué en gras.
| Date       | Compétition                                  | Adversaire           | Lieu       | Score | Remarque  |
| ---------- | -------------------------------------------- | -------------------- | ---------- | ----- | --------- |
| 29/04/1997 | Match amical                                 | Slovaquie            | Trnava     | 3-1   | 78e       |
| 20/08/1997 | Éliminatoires Coupe du monde 1998 (Groupe 5) | Liechtenstein        | Eschen     | 0-4   | 64e       |
| 06/09/1997 | Éliminatoires Coupe du monde 1998 (Groupe 5) | République d'Irlande | Reykjavik  | 2-4   | 89e       |
| 11/10/1997 | Éliminatoires Coupe du monde 1998 (Groupe 5) | Liechtenstein        | Reykjavik  | 4-0   | 73e (4-0) |
| 05/02/1998 | Match amical                                 | Slovénie             | Limassol   | 3-2   | 71e       |
| 07/02/1998 | Match amical                                 | Slovaquie            | Limassol   | 2-1   | 63e       |
| 04/09/1999 | Éliminatoires Euro 2000 (Groupe 4)           | Andorre              | Reykjavik  | 3-0   |           |
| 15/11/2000 | Match amical                                 | Pologne              | Varsovie   | 1-0   | 65e       |
| 08/01/2002 | Match amical                                 | Koweït               | Mascate    | 0-0   |           |
| 12/10/2002 | Éliminatoires Euro 2004 (Groupe 5)           | Écosse               | Reykjavik  | 0-2   | 88e       |
| 16/10/2002 | Éliminatoires Euro 2004 (Groupe 5)           | Lituanie             | Reykjavik  | 3-0   | 38e       |
| 20/11/2002 | Match amical                                 | Estonie              | Tallinn    | 2-0   | 65e       |
| 31/03/2004 | Match amical                                 | Albanie              | Tirana     | 2-1   | 59e       |
| 28/04/2004 | Match amical                                 | Lettonie             | Riga       | 0-0   | 83e       |
| 05/06/2004 | Match amical                                 | Angleterre           | Manchester | 6-1   | 69e       |
| 26/03/2005 | Éliminatoires Coupe du monde 2006 (Groupe 8) | Croatie              | Zagreb     | 4-0   | 60e       |
| 30/03/2005 | Match amical                                 | Italie               | Padoue     | 0-0   | 20e 77e   |
| 02/02/2008 | Match amical                                 | Biélorussie          | Ħ'Attard   | 2-0   |           |
| 04/02/2008 | Match amical                                 | Malte                | Ħ'Attard   | 1-0   |           |
| 06/02/2008 | Match amical                                 | Arménie              | Ħ'Attard   | 0-2   | 50e 83e   |
| 03/03/2010 | Match amical                                 | Chypre               | Larnaca    | 0-0   | 74e       |
| 21/03/2010 | Match amical                                 | Îles Féroé           | Kópavogur  | 2-0   |           |
| 24/03/2010 | Match amical                                 | Mexique              | Charlotte  | 0-0   |           |